# Ангел на земле
«Ангел на земле» (нем. Ein Engel auf Erden, фр. Mademoiselle Ange) — художественный фильм германо-французского производства 1959 года. Фильм, изобилующий живописными пейзажами Французской Ривьеры, снимался дважды, в двух версиях: для немецкого кинопроката и для остальных стран, и они различаются длительностью сцен. Роми Шнайдер исполнила в фильме главную роль, воплотив на экране образ ангела-защитника главного героя и влюблённой в него стюардессы.

## Сюжет
Стюардесса авиакомпании Angel Starline безнадёжно влюблена в известного автогонщика Пьера Шайло, который часто пользуется услугами этой авиакомпании в своих поездках. Стюардесса часто обслуживает Пьера на борту, но он не обращает на неё никакого внимания, что заставляет горько плакать влюблённую девушку.
Пьер собирается жениться на красотке Августе, принцессе Мюнхенбергской, с которой он уже обручён. В день свадьбы невеста сбегает из-под венца с известным певцом. Обманутый Пьер впал в отчаяние и напился в отеле со своим другом Мишелем. В расстроенных чувствах Пьер решает застрелиться и пишет прощальную записку, но когда он вынимает пистолет из ящика письменного стола, чтобы свести счёты с жизнью, рядом с ним внезапно появляется ангел, принявший облик влюблённой в Пьера стюардессы, и заставляет его отказаться от самоубийства.
Внешность стюардессы не вызывает у него никаких воспоминаний, Пьер не верит в ангела, но после того, как стюардесса напомнила ему о никому не известных подробностях его жизни, в голове гонщика зародились сомнения.
Начальник ангела-стюардессы в небесной иерархи в образе монахини не в восторге от облика стюардессы своего подчинённого, но даёт ему разрешение оставаться на земле в течение 24 часов и оставаться видимой для людей. С этого момента ангел в образе стюардессы больше не покидает Пьера ни на минуту. На земле ангел-защитник узнаёт, что значит быть человеком, чувствовать и испытывать боль. Между Пьером и ангелом зарождаются взаимные чувства. Но время летит быстро, и ангелу пора уходить. В этот момент к Пьеру вернулась принцесса Августа. Пьер пытается ещё раз проверить, действительно ли стюардесса является ангелом. Он вновь делает предложение Августе и надеется, что в нужный момент ангел, если он ангел, даст о себе знать. Но по приказу вышестоящего ангела ангел-защитник бездействует, Пьер мирится с Августой и собирается жениться на ней после Гран-при Монако. У него теплится последняя надежда на то, что ангел-защитник попытается воспрепятствовать свадьбе и вновь появится на земле.
Пьер ведёт себя во время заезда как одержимый, ангелу-монахине, присматривавшему за Пьером вместо ангела-стюардессы, с трудом удаётся удержать его на трассе. В конце концов Пьер выигрывает гонку. Его ангел-защитник в это время побывал у влюблённой стюардессы и появляется вновь по окончании гонки. Он ведёт Пьера к самолёту Angel Starline, на котором работает влюблённая стюардесса. Незаметно для Пьера ангел-защитник исчезает, а Пьер принимает стюардессу на борту за своего возлюбленного ангела.

## В ролях
- Роми Шнайдер — стюардесса, ангел-защитник
- Анри Видаль — автогонщик Пьер Шайло
- Маргарета Хааген — ангел-монахиня
- Жан-Поль Бельмондо — Мишель
- Мишель Мерсье — Августа Мюнхенбергская
- Жерар Дарьё – начальник транспорта